# Соната для фортепіано № 10 (Бетховен)
Соната для фортепіано № 10, соль мажор, op. 14 № 2 Л. ван Бетховена, друга з op. 14, присвячених баронесі Жосефіні фон Браун. Написана в 1798 році.
Складається із 3-х частин:
1. Allegro (G-dur)
2. Andante (варіації, C-dur)
3. Scherzo. Allegro assai (G-dur)

###### Перша частина
Написана в сонатній формі. В експозиції представлені три теми, які потім повторюються з незначними змінами у репризі. 

###### Друга частина
Написана у варіаційній формі — тема і три варіації. Друга варіація підкреслює ритмічні аспекти теми, тоді як у третій викладення теми переходить до партії лівої руки займає основну лінію, а права грає акомпанемент.

### Третя частина
Написана в формі рондо. На думку письменника Ф. Болла головна тема є прикладом «маскування однієї ритмічної структури іншою». 